# 卡德氏魮
卡德氏魮（学名：Barbus cadenati）為輻鰭魚綱鯉形目鯉科的其中一個種。被IUCN列為次級保育類動物，分布於非洲幾內亞Konkoure流域，本魚背面輪廓凸狀，嘴向眼內部的1/3延伸。具長的觸鬚，前部末端延伸到眼的後半段，延伸至鰓蓋的後面的一對。側線完整略微低，在背鰭下面。黃色的身體，成魚尾葉與背鰭有顯著的紅色。背鰭硬棘1枚；背鰭軟條10枚；臀鰭軟條8枚，體長可達6.5公分，可做為食用魚及觀賞魚。